# Larbi Mohammedi
Larbi Mohammedi est un boxeur professionnel français né le 5 décembre 1972 à Aix-en-Provence et mort le 8 septembre 1996 aux Pennes-Mirabeau.

## Biographie
Champion de France des poids welters en 1995, il meurt prématurément à l'âge de 23 ans le 8 septembre 1996 dans un accident de moto près de Aix.
Un club de sport d'Aix porte son nom, le « Boxing Club Larbi Mohammedi ».